# Francesco Reda
Pour les articles homonymes, voir Reda (homonymie).
Francesco Reda (né le 19 novembre 1982 à Cosenza, en Calabre) est un coureur cycliste italien, professionnel entre 2007 et 2015. Contrôle positif à l'EPO après avoir terminé vice-champion d'Italie sur route, il est suspendu 8 ans.

## Biographie
Passé professionnel sur le tard, en 2007, dans la modeste équipe italienne OTC Doors-Lauretana, Reda s'illustre rapidement sur les semi-classiques françaises, avec une quatrième place au Tour du Haut-Var 2007, puis italiennes, obtenant en particulier la quatrième place sur la Coppa Agostoni en 2008. À la suite de ces bons résultats, il est recruté en 2009 par l'équipe Quick Step, avec laquelle il termine quatrième du Grand Prix de Lugano dès sa première saison.
En février 2013, Reda refuse de subir un contrôle antidopage et est suspendu deux ans. Cette suspension s'étale du 21 juin 2013 au 20 juin 2015. Il perd les résultats obtenus à partir le 28 février 2013 (date de refus) et doit payer une amende de plus de 16000 euros,. Sa durée de suspension est réduite (jusqu'en septembre 2014) après qu'il a témoigné devant la Commission indépendante de réforme du cyclisme. 
Il rejoint en 2015 l'équipe Idea 2010 ASD. Pour son retour à la compétition, il obtient plusieurs places d'honneur, puis remporte en avril le Trofeo Edil C. Lors de la course par étapes irlandaise, l'An Post Rás, il remporte la première étape et s'empare du maillot de leader. Le lendemain, il est mis hors-course par les commissaires après s'être accroché à sa voiture de manière prolongée pour réintégrer le peloton après une crevaison. Le 27 juin 2015, il se classe deuxième du championnat d'Italie sur route, derrière le vainqueur Vincenzo Nibali et devant Diego Ulissi. Lors du contrôle de dopage à la fin de la course, il est contrôlé positif à l'EPO. Risquant la suspension à vie, il est finalement suspendu 8 ans et perd le bénéfice de sa deuxième place au championnat d'Italie.

## Palmarès
- 2003
  - Mémorial Gino Consigli
  - 2e de la Coppa San Bernardino
  - 2e du Gran Premio Lacoper
- 2004
  - 2e de la Coppa Messapica
- 2005
  - Coppa Quagliotti
  - 2e du Trophée de la ville de Brescia
  - 2e du Gran Premio Comune di Cerreto Guidi
  - 3e de Milan-Bologne
  - 3e de la Coppa Embassy Cargo
  - 3e du Circuito Città di Avellino
  - 3e du Gran Premio Città di Vetralla
- 2006
  - 1rea étape du Tour de la province de Cosenza
  - 2e du Trofeo Petroli Firenze
  - 2e du Gran Premio Sportivi di Podenzano
- 2008
  - 2e du Trophée Matteotti
  - 2e du Tour de Romagne
- 2009
  - 5e du Tour de Pologne
  - 5e du Tour d'Autriche
- 2010
  - 9e du Grand Prix cycliste de Québec
- 2012
  - 3e du Tour des Apennins
- 2013
  - 2e du Trofeo Laigueglia
  - 3e du Tour méditerranéen
- 2015
  - Trophée Edil C
  - 1re étape de l'An Post Rás
  - 2e du championnat d'Italie sur route

## Résultats sur les grands tours

### Tour de France
1 participation 
- 2010 : abandon (18e étape)

### Tour d'Italie
3 participations 
- 2009 : 139e
- 2010 : abandon (17e étape)
- 2011 : 134e

## Classements mondiaux
| Année                  | 2005 | 2006 | 2007 | 2008 | 2009 | 2010 | 2011 | 2012 | 2013 |
| ---------------------- | ---- | ---- | ---- | ---- | ---- | ---- | ---- | ---- | ---- |
| Calendrier mondial UCI |      |      |      |      | 84e  | 186e |      |      |      |
| UCI World Tour         |      |      |      |      |      |      | nc   |      |      |
| UCI Europe Tour        | 692e | 623e | 522e | 57e  |      |      |      | 56e  | 75e  |